# Chrysotus canadensis
Chrysotus canadensis är en tvåvingeart som beskrevs av Van Duzee 1924. Chrysotus canadensis ingår i släktet Chrysotus och familjen styltflugor.
Artens utbredningsområde är Michigan. Inga underarter finns listade i Catalogue of Life.